# سکولیچی
سکولیچی (به لاتین: Sekulići) یک منطقهٔ مسکونی در مونته‌نگرو است که در شهرداری دانیلوگراد واقع شده‌است. سکولیچی ۱۴۷ نفر جمعیت دارد.